# Lijst van voetbalinterlands Chili - Venezuela (vrouwen)
Deze lijst van voetbalinterlands is een overzicht van alle officiële voetbalinterlands tussen de nationale vrouwenteams van Chili en Venezuela. De landen hebben tot nu toe zeven keer tegen elkaar gespeeld.

## Wedstrijden
| № | Plaats        | Datum            | Competitie                                     | Wedstrijd         | Uitslag            |
| - | ------------- | ---------------- | ---------------------------------------------- | ----------------- | ------------------ |
| 1 | Maringá       | 1 mei 1991       | Sudamericano Femenino 1991                     | Chili − Venezuela | 1 − 0              |
| 2 | Mar del Plata | 4 maart 1998     | Sudamericano Femenino 1998                     | Chili − Venezuela | 5 − 0              |
| 3 | La Florida    | 14 maart 2014    | Zuid-Amerikaanse Spelen 2014                   | Chili − Venezuela | 0 − 0 (n.p. 3 - 1) |
| 4 | Manaus        | 25 november 2021 | International Women's Football Tournament 2021 | Chili − Venezuela | 1 − 0              |
| 5 | Curicó        | 26 juni 2022     | Vriendschappelijk                              | Chili − Venezuela | 0 − 1              |
| 6 | Rancagua      | 28 juni 2022     | Vriendschappelijk                              | Chili − Venezuela | 1 − 3              |
| 7 | Armenia       | 24 juli 2022     | Copa América 2022                              | Chili − Venezuela | 1 − 1 (n.p. 4 - 2) |

## Samenvatting
| Competitie                                | Totaal gespeeld | Winst Chili | Gelijk | Winst Venezuela | Doelsaldo Chili – Venezuela |
| ----------------------------------------- | --------------- | ----------- | ------ | --------------- | --------------------------- |
| Sudamericano Femenino / Copa América      | 3               | 2           | 1      | 0               | 7 − 1                       |
| Zuid-Amerikaanse Spelen                   | 1               | 0           | 1      | 0               | 0 − 0                       |
| International Women's Football Tournament | 1               | 1           | 0      | 0               | 1 − 0                       |
| Vriendschappelijk                         | 2               | 0           | 0      | 2               | 1 − 4                       |
| Totaal                                    | 7               | 3           | 2      | 2               | 9 − 5                       |